# مشروع أوريون
مشروع أوريون (بالإنجليزية: Project Orion)‏، كان دراسة لمركبة فضائية تحصل على قوة الدفع الخاصة بها من خلال سلسلة من انفجارات القنابل الذرية خلف المركبة مباشرةً (دفع النبضة النووية). بينت النسخ الأولية لهذه المركبات، التي كانت ستُطلق من سطح الأرض، إمكانية حدوث تهاطل نووي شديد خلال إطلاقها؛ وصُممت النسخ اللاحقة على أن تعمل محركاتها النووية في الفضاء فقط.
اقتُرحت فكرة الدفع الصاروخي المعتمد على احتراق المواد المتفجرة لأول مرة بواسطة خبير المتفجرات الروسي نيكولاي كيبالتشيتش عام 1881، وطُورت أفكار أخرى مشابهة عام 1891 بواسطة المهندس الألماني هيرمان غانسفيندت بصورة مستقلة. وُضعت الاقتراحات العامة للدفع النووي لأول مرة بواسطة عالم الرياضيات ستانيسلو أولام عام 1946، وأُجريت الحسابات الأولية بواسطة فريدريك راينس وأولام بإحدى المذكرات التي يرجع تاريخها إلى عام 1947 بمدينة لوس ألاموس. بدأ المشروع الفعلي عام 1958 بقيادة عالم الفيزياء تيد تايلور بشركة جنرال أتوميكس للصناعات العسكرية وعالم الفيزياء فريمان دايسون، الذي أخذ إجازة لمدة عام من معهد الدراسات المتقدمة بمدينة برينستون، بناءً على طلب تايلور، للعمل على المشروع.
وفرت فكرة مركبة أوريون الفضائية دفعًا عاليًا واندفاعًا نوعيًا عاليًا، أو كفاءة المادة الدافعة، في آن واحد. يمكن الحصول على القوة العالية غير المسبوقة واللازمة حتى توفر هذه الكفاءة، من خلال الانفجارات النووية، ويمكن للمركبة أن تنجو من مثل هذه القوة الهائلة المتناسبة مع كتلتها فقط باستخدام مفجرات خارجية دون محاولة تضمينها في الهيكل الداخلي للمركبة. وعند المقارنة النوعية بين هذه المحركات والصواريخ الكيميائية التقليدية، مثل الصاروخ ساتورن 5 الذي دفع مركبات برنامج أبوللو إلى القمر، نجد أن الصواريخ التقليدية تنتج دفعًا عاليًا مع اندفاع نوعي منخفض، بينما تنتج المحركات الكهربية الأيونية كميات منخفضة من الدفع بكفاءة عالية. كانت ستوفر أوريون أداءً أعلى من المحركات الصاروخية التقليدية أو النووية الأكثر تطورًا، والتي كانت مقترحة آنذاك. رأى داعمو مشروع أوريون أنه كان سيمهد الطريق أمام السفر بين الكواكب، ولكن لم يحصل المشروع على الموافقة السياسية بسبب التخوف من التهاطل النووي الذي يمكن أن ينتج من أنظمة دفع هذه المركبات.

## المبادئ الأساسية
يجمع «محرك دفع النبضة النووية» لأوريون بين سرعة العادم العالية جدًا، بين 19 و31 كيلومتر/ثانية (12 و19 ميل/ثانية) في تصميمات المركبات بين الكوكبية النموذجية، مع قوة دفع تعادل ملايين نيوتن. يمكن أن تحقق العديد من محركات الدفع الحالية للمركبات الفضائية إحدى هاتين القدرتين أو الأخرى، ولكن صواريخ النبضة النووية هي التكنولوجيا المُقترحة الوحيدة التي يمكن أن تلبي متطلبات القدرة العالية جدًا لتحقيق كلتيهما.
يقيس «الاندفاع النوعي» (آي إس بّي) مقدار الدفع الذي توفره كتلة معينة من الوقود، وهو رقم نموذجي لقياس كفاءة الصواريخ. لأي دفع صاروخي، بما أن الطاقة الحركية للعادم تزداد وفقًا لمربع السرعة (الطاقة الحركية = ½ mv2)، في حين أن الزخم والدفع يزدادان بشكل خطي مع السرعة (الزخم = mv)، فللحصول على مستوى معين من الدفع (بمضاعفات تسارع الجاذبية الأرضة جي) يتطلب ذلك قدرة أكبر بكثير في كل مرة تزداد فيها سرعة العادم والاندفاع النوعي في التصميم المخطط له. (على سبيل المثال، فإن القيود المفروضة على القدرة المتاحة هي السبب الأساسي الذي يجعل أنظمة الدفع الكهربائي الحالية والمقترحة ذات الاندفاع النوعي العالي تتمتع بقوة دفع منخفضة. في الواقع، يتناسب دفعها عكسيًا مع الاندفاع النوعي إذا كانت القدرة المتدفقة خارج العادم ثابتة أو إذا وصلت إلى الحد الأقصى لاحتياجات تبديد الحرارة أو غيرها من القيود الهندسية.) يقوم مفهوم محرك أوريون بإطلاق انفجارات نووية خارج العادم بمعدل قدرة صادرة يفوق قدرة المفاعلات النووية على الصمود أمام هذه الانفجارات من داخلها باستخدام المواد والتصميمات المعروفة.
نظرًا لأن الوزن ليس قيدًا، يمكن أن تكون مركبة أوريون متينة للغاية. يمكن لمركبة غير مأهولة تحمل تسارعات كبير للغاية، ما قد يصل إلى 100 جي. ومع ذلك، يجب على المركبة المأهولة بالبشر استخدام نوع من أنظمة التخميد خلف لوحة الدفع لتخفيف وطأة التسارع شبه الفوري إلى مستوى يمكن للبشر تحمله بشكل مريح، إي بين 2 و4 جي في العادة.
يعتمد الأداء العالي على سرعة العادم الكبيرة، فلزيادة قوة الصاروخ بالنسبة لكتلة معينة من الوقود. تتناسب سرعة حطام البلازما مع الجذر التربيعي للتغير في درجة حرارة (تي سي) كرة نار الانفجار النووي. نظرًا لأن حرارة الكرات النارية تصل بشكل روتيني إلى عشرة ملايين درجة مئوية أو أكثر في أقل من مللي ثانية، فذلك يدفع المركبة بسرعات عالية جدًا. ومع ذلك، يجب أن يحد التصميم العملي من نصف القطر التدميري لكرة النار. يتناسب قطر كرة النار النووية مع الجذر التربيعي لـ «عائد الطاقة الانفجارية»، أي الطاقة الصادرة عن الانفجار النووي.
بالإضافة لذلك، فإن نوع «الكتلة الشغالة» للقنابل هو أمر بالغ الأهمية لزيادة الكفاءة. صمم المشروع الأصلي قنابل مع كتلة شغالة مصنوعة من عنصر «التنجستن». ركزت هندسة القنبلة وموادها الأشعة السينية والبلازما من مركز المتفجرات النووية لتصطدم بكتلة التشغيل. فعليًا، ستصبح كل قنبلة «حشوة نووية متفجرة».
عندما تنفجر، تتوسع القنبلة ذات كتلة التشغيل اسطوانية الشكل إلى موجة بلازما مُسطحة قرصية الشكل. في حين تتوسع القنبلة ذات الكتلة الشغالة قرصية الشكل إلى موجة أكثر فعالية بكثير على شكل سيجار من حطام البلازما. يركز شكل السيجار جزءًا كبيرًا من البلازما لتصطدم بلوحة الدفع.
يُعطى الاندفاع النوعي الأقصى لمحرك النبضة النووية أوريون بشكل عام بالعلاقة التالية:
{\displaystyle I_{sp}={\frac {C_{0}\cdot V_{e}}{g_{n}}}}
حيث (سي0 C0) هو «عامل التسديد» (أي نسبة حطام الانفجار البلازمي التي ستصطدم بلوحة الامتصاص الاندفعاية عندما تنفجر إحدى الوحدات النبضية)، و(فيإي Ve) هي سرعة النبضة النووية لوحدة حطام البلازما، و(جيإن gn) هو تسارع الجاذبية الأرضية النموذجي (9.81 متر/ثانية 2؛ هذا العامل ليس ضروريًا إذا جري قياس الاندفاع النوعي بوحدة نيوتن*ثانية/كيلوجرام أو متر/ثانية). يمكن الوصول لعامل تسديد يساوي 0.5 تقريبًا عن طريق مطابقة قطر لوحة الدفع مع قطر كرة النار النووية الناتجة عن انفجار وحدة النبضة النووية.
كلما كانت القنبلة أصغر، كلما كان كل اندفاع أصغر، ما يقود لزيادة معدل الاندفاعات أكثر من اللازم للدخول في المدار. تعني الاندفاعات الأصغر أيضًا صدمات تسارع أقل (بوحدة جي) على لوحة الاندفاع وبالتالي تقليل الحاجة إلى التخميد لتخفيف وطأة التسارع.
بالنسبة لتصميم مرجعي لمركبة مأهولة بالبشر بكتلة 4000 طن، تبين بالحسابات أن عائد الطاقة الانفجارية الأمثل لمحرك أوريون هو في حدود 0.15 كيلوطن من مادة تي إن تي، باستخدام نحو 800 قنبلة للدخول في المدار بمعدل تفجير يساوي تقريبًا قنبلة واحدة لكل ثانية.

## التطويرات اللاحقة
صُممت فكرة مركبة أخرى مشابهة لأوريون بواسطة جمعية بين الكواكب البريطانية (B.I.S) في الفترة بين عامي 1973 و1974. كان مشروع داديالوس عبارة عن بناء مسبار بين نجمي متجه إلى نجم السهم (برنارد)، وكان من المُخطط أن يتحرك هذا المسبار بسرعة هائلة تصل إلى 12% من سرعة الضوء. أُجريت دراسة على فكرة تصميم مشابهة بواسطة القوات البحرية الأمريكية ووكالة ناسا في عام 1989 ضمن مشروع لونقشوت. تحتاج هاتان الفكرتان إلى وجود تقدم ملحوظ في مجالات تقنية التفاعلات النووية الاندماجية، ولهذا يتعذر بناء هاتين المركبتين في الوقت الحاضر، بخلاف مركبة أوريون.
عمل قسم الهندسة النووية بجامعة ولاية بنسلفانيا، منذ عام 1998 وإلى الآن، على تطوير نسختين مطورتين من مشروع أوريون باسميّ مشروع أيكان (ICAN) ومشروع إيمستار (AIMstar) يعملان باستخدام وحدات مدمجة لدفع النبضة النووية المُحفَّز بواسطة المادة المضادة، بدلًا من استخدام أنظمة احتراق الاندماج بحصر القصور الذاتي الضخمة، والمُقترح استخدامها في مشروعي داديالوس ولونقشوت.

## التكاليف
كان الظن في البداية أن تكاليف المواد النووية القابلة للانشطار، واللازمة لهذا المشروع عالية، حتى أظهر عالم الفيزياء تيد تايلور أنه باستخدام التصميمات الصحيحة للمواد المتفجرة، كانت كمية المواد الانشطارية المستخدمة في الإطلاق قريبةً من أن تكون ثابتةً لكل حجم من حجوم مركبات أوريون من 2000 طن إلى 8000000 طن. تستخدم القنابل الكبيرة كميات أكبر من المتفجرات لضغط المواد الانشطارية بشدة، حتى ترفع من الكفاءة. وتُستخدم البقايا الناتجة عن المواد المتفجرة أيضًا لتكون كتلة دفع إضافية.
كان الجزء الأكبر من تكاليف البرامج النووية العسكرية التاريخية يُنفق على نقل ودعم هذه الأنظمة فقط، بدلًا من إنتاج القنابل النووية بشكل مباشر، إذ كانت تكلفة الرؤوس الحربية تمثل 7% فقط من إجمالي نفقات الولايات المتحدة بين عامي 1946 و1996 وفقًا لإحدى الدراسات. يمكن أن تكون التكلفة الحدية للقنابل النووية الإضافية في الإنتاج الشامل منخفضة نسبيًا بعد الاستثمار والتطوير المبدئي للبنية التحتية. وفي ثمانينيات القرن الماضي، قُدرت تكلفة بعض الرؤوس الحربية للقنابل الهيدروجينية بالولايات المتحدة بنحو 1.1 مليون دولار لكل رأس حربي، بإجمالي 650 دولار لعدد 560 رأسًا حربيًا. قدّر أحد المصادر عام 1964 تكلفة إحدى وحدات الدفع الانشطارية البسيطة بنحو 40000 دولار أو أقل لكل وحدة في الإنتاج الشامل، ما يعادل 0.3 مليون دولار تقريبًا لكل وحدة في عصرنا الحديث بعد حساب التضخم.
اقترح مشروع داديالوس لاحقًا استخدام المتفجرات الاندماجية (قنابل الديوتيريوم والتريتيوم) المُفجرة عن طريق حصر القصور الذاتي باستخدام شعاع من الإلكترونات. وهو نفس مبدأ الاندماج بحصر القصور الذاتي. ويمكن تخفيف هذه المتفجرات، من الناحية النظرية، لتنتج انفجارات أصغر، ولتحتاج وسائل امتصاص للصدمة بأحجام صغيرة.